# Sommersdorf (Landkreis Börde)
Sommersdorf település Németországban, azon belül Szász-Anhalt tartományban. Lakosainak száma 1312 fő (2023. december 31.).

## Népesség
A település népességének változása:
| Lakosok száma | 1387 | 1392 | 1361 | 1333 | 1312 |
|               | 2017 | 2019 | 2021 | 2022 | 2023 |